# Venlo
Venlo – miasto i gmina w południowej Holandii, w prowincji Limburgia, przy granicy z Niemcami, nad Mozą. W grudniu 2022 gmina liczyła 102 136 mieszkańców. Od 1 stycznia 2001 do gminy należą Tegelen i Belfeld.
W gminie znajduje się stacja kolejowa Venlo, a także Muzeum Limburskie w neomodernistycznym gmachu z 2000 r.

## Zabytki
- Bazylika św. Marcina (Sint-Martinusbasiliek), gotycki kościół rzymskokatolicki.
- Kościół św. Jerzego (Sint-Joriskerk), wzniesiony w 1718 kościół protestancki z późnogotyckim prezbiterium z 1509[4].
- Renesansowy ratusz (Stadhuis) z lat 1597-1601[5].

## Sport
W mieście ma swoją siedzibę m.in. klub piłkarski VVV Venlo.

## Urodzeni w Venlo
- Geert Wilders, holenderski polityk

## Miasta partnerskie
- Gorycja
- Klagenfurt am Wörthersee
- Krefeld